# Els Oriols
Els Oriols és una masia del municipi de Castellar de la Ribera a la comarca catalana del Solsonès, és a 1,5 km a l'oest del Serrat de la Torregassa.
Va ser construïda al segle xviii. És una casa més aviat petita. A la primera meitat del segle xx (1933) es va consolidar i incorporar la coberta a la masia, i es van aixecar les golfes. El 1995 va ser convertida en habitatge, se'n van restaurar les façanes i l'interior va ser adaptat al confort modern.